# بریتانیا (مجموعه تلویزیونی)
بریتانیا (به انگلیسی: Britannia) نام یک مجموعهٔ تلویزیونی در ژانر تاریخی، فانتزی و درام است. این اثر توسط جز باترورت و تام باترورت خلق شده‌است. هنرپیشگانی چون کلی رایلی، دیوید موریسی، زوئی وانامیکر و مکنزی کروک در این اثر به ایفای نقش پرداخته‌اند. نخستین بار این سریال در تاریخ ۱۸ ژانویه ۲۰۱۸ از اسکای آتلانتیک به نمایش درآمد. فصل دوم این سریال در ۷ نوامبر ۲۰۱۹ منتشر شد.

## داستان
داستان فیلم در سال ۴۳ میلادی رخ می‌دهد. در این زمان ژنرال رومی آئولوس پلائوتیوس به بریتانیا می‌تازد. در نتیجه تازش رومیان، دختر جوانی به نام کیت از قبیله کنت‌ها اعضای خانواده‌اش را از دست می‌دهد و پدرش هم به دست رومیان کور می‌شود. فردی طردشده از قبیلهٔ جادوگران به نام دیویس با او آشنا می‌شود. دو قبیله کنت‌ها و رگن‌ها در حال جنگ با همدیگرند. رگن‌ها برای شکست دادن کنت‌ها با رومیان متحد می‌شوند. پس از اینکه پادشاه کنت‌ها خود را به خواست خدایان قربانی می‌کند، دخترش ملکه کرا به پادشاهی کنت‌ها می‌رسد. رومیان و رگن‌ها دژ مستحکم کنت‌ها را محاصره می‌کنند و ملکه کرا در جستجوی راهی برای نجات مردمانش است.